# Nezameddin Faghih

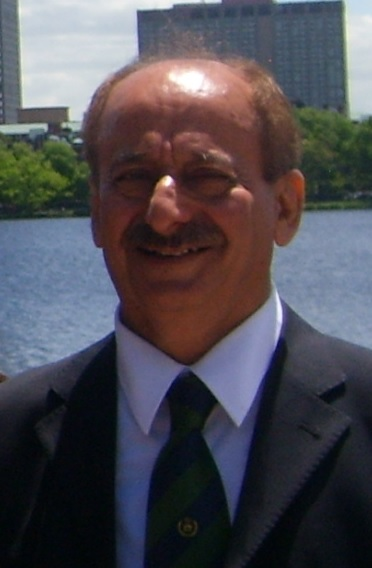
Nezameddin Faghih

Nezameddin Faghih; persisch نظام الدین فقیه‎; (* 1953  in Estahban, Fars, Iran) ist ein iranischer Wissenschaftler. Er ist Lehrstuhlinhaber des UNESCO-Lehrstuhls für Entrepreneurship.

## Leben
Faghih ist ein promovierter Maschinenbauingenieur, der sein Studium und seine Promotion an der University of Surrey absolviert hat. Er ist seit dem Jahr 2000 Professor für System Engineering and Industrial management der Universität Schiraz sowie Mitglied der Gruppe GEM Iran des Global Entrepreneurship Monitor. Seine Forschungsinteressen sind interdisziplinär auf den Gebieten Systems Engineering, stochastische Systeme, Chaos und Fraktale, Wirtschaftsingenieurwesen.

## Werke
Seine Werke sind in Englisch und teilweise auch in Persisch verfasst.
| - Entrepreneurship Viability Index: A New Model Based on the Global Entrepreneurship Monitor (GEM) Dataset (https://www.springer.com/us/book/9783030546434 ) - Globalization and Development: Economic and Socio-Cultural Perspectives from Emerging Markets (https://www.springer.com/us/book/9783030143695 ) - Globalization and Development: Entrepreneurship, Innovation, Business and Policy Insights from Asia and Africa (https://www.springer.com/us/book/9783030117658 ) - Entrepreneurship Ecosystem in the Middle East and North Africa (MENA): Dynamics in Trends, Policy and Business Environment (https://link.springer.com/book/10.1007/978-3-319-75913-5) - Entrepreneurship Education and Research in the Middle East and North Africa (MENA): Perspectives on Trends, Policy and Educational Environment (https://link.springer.com/book/10.1007/978-3-319-90394-1) - Computer Integrated Manufacturing, 2004, ISBN 964-358-219-1 (persisch) - Management and Organization (Changes in Concepts and Theories), 2004, ISBN 964-8569-18-5 (persisch) - Production Line Halt, Prediction by Artificial Intelligence (Application of Artificial Neural Networks), 2005, ISBN 964-7210-88-4 (persisch) - System Dynamics: Principles and Identification, 2005, ISBN 964-459-806-7 (persisch) - Science in the Mathnawi of Maulawi, Navid, Schiras, 1993, (englischsprachig) - Love and the Entity, Navid, Shiraz, 1998, ISBN 9645957389 (persisch) - Fuzzy Reliability in Industrial Systems, 2004 - Fuzzy Logic in Multiple Choice Tests, 2007 - Total Industrial Safety, 2007 - Improving Management in Urban Water Supply, 2007 - Fundamentals of System Simulation, 1999 - Fuzzy Quality Control, 2004 - A Modern Cryptography of Change and Development in Human Systems, 1995 - Self Assessment in European Foundation for Quality Management (EFQM), 2007 | - Rumi and Modern Scientific Views, 2007, ISBN 978-1425751050 - Control Systems, 1999 - Chaos and Fractals in Dynamic Systems, 2003 - On the Transfer of Science and Technology, 2000 - Energy Consumption Forecast by Time Serie, 2007 - Improving Operations Management: Water & Sewerage, 2004 - Quality and Reliability Engineering, 2007 - Fuzzy Logic and Traffic Culture, 2004 - Maintenance Engineering, 1989 - Genetic Algorithms in Planning (Preventive Inspections), 2004 - Statistical Quality Control, 1998 - European Foundation for Quality Management EFQM Submission Writers Handbook, 2007 - Occupational Stresses: Control and Management, 1997 |